# Adamas Labyrinthus
Adamas Labyrinthus és una formació geològica de tipus labyrinthus a la superfície de Mart, localitzada amb el sistema de coordenades planetocèntriques a 41.07 ° latitud N i 111.46 ° longitud E, que fa 853 km de diàmetre. El nom va ser aprovat per la UAI l'any 1982 i fa referència a una característica d'albedo.